# Thoracophorus blackburni
Thoracophorus blackburni är en skalbaggsart som först beskrevs av Sharp 1880.  Thoracophorus blackburni ingår i släktet Thoracophorus och familjen kortvingar. Inga underarter finns listade i Catalogue of Life.